# Amsterdam-klassen
Amsterdam-klassen er et af produkt af samarbejdet mellem Koninklijke Marine og Armada Española. Klassen består af to skibe, A836 Amsterdam og A14 Patiño. Det hollandske skib er navngivet efter den hollandske storby Amsterdam, mens det spanske skib er opkaldt efter den spanske marineminister José Patiño Rosales, som omorganiserede flåden efter ordre fra Filip 5. af Spanien.

## Design og konstruktion
Amsterdam-klassen erstattede i Holland Poolster-klassen og er bygget helt efter civile standarder, dog med undtagelse af de standarder der omhandler CBRN hvor skibene er bygget således de lever op til militære standarder.
Begge skibe blev taget i brug i deres respektive flåder i 1995 uden nævneværdige problemer.
Skibene er designet til at medbringe op til 5 helikoptere, men har normalt kun omkring 3 eller 4 helikoptere med, således der er plads til at foretage RRR, HIFR eller andre operationer.
Skibene er i stand til at støtte en flådestyrke i op til 21 dage, og er udrustet med seks brændstofpumper med en kapacitet på 600 kubikmeter brændstof i minuttet. En typisk flådestyrke består af 5 eskorteskibe og omkring 20 fly.

## Operativt
Amsterdam deltog i Operation Enduring Freedom i 2005/2006 i Mellemøsten, hvor det ydede assistance til to pirater som amerikanske styrker havde taget til fange efter en træfning den 18. marts 2006.
Patiño deltog i Operation Sharp Guard, for at understøtte handelsembargoen mod det tidligere Jugoslavien i 1996 samt Operation Allied Action under Kosovokrigen i 1998.
Patiño har desuden deltaget en en lang række internationale øvelser såsom Joint Warrier og Loyal Mariner og har derudover sejlet som en del af SNMG1 og SNMG2.

### So San episoden
I 2002 deltog Patiño og fregatten Navarra (F85) i Operation Enduring Freedom. I december 2002 blev mediernes søgelys rettet mod de spanske skibe da de boardede det nordkoreanske handelsskib So San der udgav sig for at være et colombiansk handelsskib.
So San, sejlede uden koffardiflag og forsøgte at styre undvigende. Efter fire varselsskud placeret foran stævnen på skibet skød spanske finskytter de kabler der var placeret over dækket på skibet ned for at gøre plads til at man kunne indsætte et boardinghold med helikopter. Om bord på skibet lokaliserede de spanske soldater 15 Scud-missiler med konventionelle sprænghoveder på 250 kg, 23 tanke med salpetersyre og 85 tromler med kemikalier. Yemen erklærede at lasten tilhørte dem og at de protesterede mod opbringningen af skibet. Det viste sig efterfølgende at det yemenitiske forsvar havde købt missilerne lovligt fra Nordkorea og at man dermed ikke havde lovhjemmel til tilbageholde skibet og man var nødt til at lade skibet fortsætte.

## Skibe i klassen
| Pennant | Navn      | Kølen lagt   | Søsat              | Indgået           | Skæbne | Kaldesignal |
| ------- | --------- | ------------ | ------------------ | ----------------- | ------ | ----------- |
| A836    | Amsterdam | 21. maj 1992 | 11. september 1992 | 2. september 1995 | -      | PAZJ        |
| A14     | Patiño    | -            | 22. juni 1994      | 16. juni 1995     | -      | EBBZ        |

## Kapaciteter
- Diesel (F76) (fordelt over 16 forskellige tanke): 8750 tons
- Flybrændstof (F44): 1200 tons (Holland ombyggede i 2003 en tank til at indeholde F76)
- Ferskvand (1 tank): 142 ton
- Fødevarer (fordelt over 1 tørproviantrum, 1 kølerum og et 1 fryserum): 1100 ton
- Ammunition (fordelt over 5 rum): 350 ton

## Eksterne links
- Koninklijke Marine: Amsterdam-klassen Arkiveret 11. august 2011 hos  Wayback Machine
- Naval-technology: Patiño Class Auxiliary Oiler and Replenishment ship